# العلاقات السورينامية اللاوسية
العلاقات السورينامية اللاوسية هي العلاقات الثنائية التي تجمع بين سورينام ولاوس.

## مقارنة بين البلدين
هذه مقارنة عامة ومرجعية للدولتين:
| وجه المقارنة                                              | سورينام                        | لاوس        |
| --------------------------------------------------------- | ------------------------------ | ----------- |
| المساحة (كم2)                                             | 163.27 ألف                     | 236.80 ألف  |
| عدد السكان (نسمة)                                         | 563.40 ألف                     | 6.86 مليون  |
| الكثافة السكانية (ن./كم²)                                 | 3.45                           | 28.97       |
| العاصمة                                                   | باراماريبو                     | فيينتيان    |
| اللغة الرسمية                                             | اللغة الهولندية                | اللغة اللاو |
| العملة                                                    | دولار سورينامي، غيلدر سورينامي | كيب لاوي    |
| الناتج المحلي الإجمالي (بليون دولار)                      | 3.32 مليار                     | 16.85 مليار |
| الناتج المحلي الإجمالي (تعادل القوة الشرائية) بليون دولار | 9.07 مليار                     | 38.71 مليار |
| الناتج المحلي الإجمالي الاسمي للفرد دولار أمريكي          | 9.48 ألف                       | 1.82 ألف    |
| الناتج المحلي الإجمالي للفرد دولار أمريكي                 | 16.64 ألف                      |             |
| مؤشر التنمية البشرية                                      | 0.714                          | 0.575       |
| رمز المكالمات الدولي                                      | +597                           | +856        |
| رمز الإنترنت                                              | .sr                            | .la         |
| المنطقة الزمنية                                           | 00                             | ت ع م+07:00 |

## منظمات دولية مشتركة
يشترك البلدان في عضوية مجموعة من المنظمات الدولية، منها:
| علم المنظمة | اسم المنظمة                        | تاريخ انضمام سورينام | تاريخ انضمام لاوس |
| ----------- | ---------------------------------- | -------------------- | ----------------- |
|             | منظمة حظر الأسلحة الكيميائية       | ?                    | ?                 |
|             | يونسكو                             | 16 يوليو 1976        | 9 يوليو 1951      |
|             | وكالة ضمان الاستثمار متعدد الأطراف | 2 يوليو 2003         | 5 أبريل 2000      |
|             | مؤسسة التمويل الدولية              | 1 سبتمبر 2011        | 29 يناير 1992     |
|             | الأمم المتحدة                      | 4 ديسمبر 1975        | 14 ديسمبر 1955    |
|             | منظمة الشرطة الجنائية الدولية      | ?                    | ?                 |
|             | البنك الدولي للإنشاء والتعمير      | 27 يونيو 1978        | 5 يوليو 1961      |

## وصلات خارجية
- موقع وزارة الخارجية السورينامية
- موقع وزارة الخارجية اللاوسية